# Ігор Ольшанецький
Ігор Ольшанецький (16 лютого 1986 , Харків ) — ізраїльський важкоатлет, учасник Олімпійських ігор 2016 року.

## Життєпис
Народився і виріс у Харкові, після смерті батька, виховувався бабусею. Навчався в Харківській державній академії фізичної культури. Важкою атлетикою почав займатися у тринадцять років.
У 2010 році, коли йому було 24 роки, здійснив алію. Живе у місті Ашдод з дружиною Оленою. Працює в будівництві та охороні будівель.
Виступаючи за збірну Ізраїлю був учасником чемпіонатів світу та Європи, а також став рекордсменом країни. У 2016 році виступив на Олімпійських іграх у Ріо-де-Жанейро, де посів 17-те місце.

## Результати
| Рік              | Місце                    | Вага             | Ривок            | Ривок            | Ривок            | Ривок            | Поштовх          | Поштовх          | Поштовх          | Поштовх          | Загалом          | Місце            |
| Рік              | Місце                    | Вага             | 1                | 2                | 3                | Місце            | 1                | 2                | 3                | Місце            | Загалом          | Місце            |
| Олімпійські ігри | Олімпійські ігри         | Олімпійські ігри | Олімпійські ігри | Олімпійські ігри | Олімпійські ігри | Олімпійські ігри | Олімпійські ігри | Олімпійські ігри | Олімпійські ігри | Олімпійські ігри | Олімпійські ігри | Олімпійські ігри |
| ---------------- | ------------------------ | ---------------- | ---------------- | ---------------- | ---------------- | ---------------- | ---------------- | ---------------- | ---------------- | ---------------- | ---------------- | ---------------- |
| 2016             | Ріо-де-Жанейро, Бразилія | понад 105 кг     | 160              | 165              | 170              | 22               | 200              | 206              | 207              | 18               | 372              | 17               |
| Чемпіонат світу  |                          |                  |                  |                  |                  |                  |                  |                  |                  |                  |                  |                  |
| 2017             | Анагайм, США             | понад 105 кг     | 161              | 167              | 170              | 17               | 204              | 209              | —                | 17               | 365              | 17               |
| 2015             | Х'юстон, США             | понад 105 кг     | 164              | 170              | 175              | 23               | 207              | 211              | 217              | 20               | 387              | 21               |
| 2014             | Алмати, Казахстан        | понад 105 кг     | 160              | 160              | 167              | 24               | 200              | 210              | 212              | 24               | 367              | 23               |
| 2013             | Вроцлав, Варшава         | понад 105 кг     | 155              | 161              | 167              | 19               | 191              | 191              | 200              | 17               | 361              | 18               |
| 2011             | Париж, Франція           | понад 105 кг     | 155              | 161              | 165              | 28               | 196              | 201              | 202              | 27               | 366              | 27               |
| Чемпіонат Європи |                          |                  |                  |                  |                  |                  |                  |                  |                  |                  |                  |                  |
| 2018             | Бухарест, Румунія        | понад 105 кг     | 157              | 162              | 165              | 10               | 195              | 201              | 202              | 11               | 357              | 10               |
| 2017             | Спліт, Хорватія          | понад 105 кг     | 160              | 166              | 170              | 15               | 205              | 211              | 216              | 9                | 386              | 10               |
| 2016             | Фьйорд, Норвегія         | понад 105 кг     | 162              | 162              | 163              | 13               | 203              | 212              | 215              | 13               | 366              | 12               |
| 2015             | Тбілісі, Грузія          | понад 105 кг     | 160              | 160              | 166              | 9                | 200              | 206              | 212              | 8                | 372              | 8                |
| 2014             | Тель-Авів, Ізраїль       | понад 105 кг     | 160              | 160              | 166              | 13               | 200              | 210              | 214              | 10               | 380              | 10               |
| 2013             | Тирана, Албанія          | понад 105 кг     | 163              | 168              | 168              | 12               | 202              | 202              | 202              | —                | —                | —                |
| 2012             | Анталія, Туреччина       | понад 105 кг     | 157              | 163              | 165              | 13               | 195              | 201              | 203              | 11               | 366              | 10               |